# أندرو باركنسون (لاعب كرة قدم)
أندرو باركنسون (بالإنجليزية: Andrew Parkinson)‏ هو لاعب كرة قدم جنوب أفريقي في مركز الهجوم، ولد في 5 مايو 1959 في جوهانسبرغ في جنوب أفريقيا. شارك مع منتخب الولايات المتحدة لكرة القدم. أما مع النوادي، فقد لعب مع شيكاغو ستينغ وفورت لودردايل سترايكرز ونادي بيتربورو يونايتد ونيوكاسل يونايتد ونيويورك كوسموس.